# Велика комета из 1811.
Велика комета из 1811. године, званични назив C/1811 F1, је комета која је била видљива голим оком око 260 дана, што је било рекорд све до појаве Хејл-Бопове комете 1997. године. У октобру 1811. године, у свом најсјајнијем тренутку, приказала је привидну магнитуду 0, са јасно видљивом комом.

## Откриће
Комета је откривена 25. марта 1811. године од стране Онореа Флагерга 1 E11 метара од Сунца и представља неактивно сазвежђе Арго Нејвис. Након што је неколико дана била заклоњена месечином, откривена је и од стране Жан-Луија Понса 11. априла, док је Франц Ксавер, барон фон Зак, успео да поврди Флагергово откриће исте вечери.
Прва привремена орбита је обрачуната у јуну захваљујући Јохану Карлу Буркхарду. На основу ових прорачуна, Хенрих Вилхелм Матаус Олберс је предвидео да ће комета постати сјајнија касније те године.

## Опсервације
Од маја до августа, позиција комете ју је учинила тешком да се уочи због њене ниске висине и вечерњег сутона. И Флагерг и Олбер су успели да је поврате у сазвежђу Мали лав у августу; Олбер је видео само мали јасно видљив реп, који се састојао из два зрака која формирају параболу, када је уочљива кроз телескоп за тражење комета. До сепртембра, у сазвежђу Велики медвед, почела је да постаје стални објекат на вечерњем небу како се приближавала перихелиону: Вилијам Хершел је забележио да се реп од 25° развио до 6. октобра.
До јануара 1812. године, сјај комете је избледео. Неколико астронома је наставило да је тражи наредних месеци, међу којима је последњи био Винсент Вишњевски у Новочеркаску у Русији, који је забележио да комета једва достиже магнитуду од 11 до 12. августа.
За велику комету из 1811. године се сматра да је имала изненађујуће велику кому, можда достижући чак преко један милион миља преко, што је 50 процената већа кома од коме Сунца. Нуклеус комете је касније утврђен да износи 30–40 km у пречнику, а орбитални период је израчунат да износи 3,757 година (касније прилагођен на 3,065 година). Ова комета је на много начина слична комети Хејл-Боп. Постала је спектакуларна иако није прошла близу Земље или Сунца, али је имала врло велики и активни нуклеус.
Астрономи су такође сматрали комету незаборавним призором. Вилијам Хенри Смит, упоређујући своја сећања на Велику комету из 1811. године са спектакуларном Донатијевом кометом, је изјавио да је "као скоро видљив објекат, разгранати реп био јако интересантан, нуклеус са својим велом је био израженији, а сиркумполаритет је био занимљив случај за посматраче".
Комета је наводно била видљива током земљотреса у Њу Мадриду у Америци у децембру 1811. године. Извештај првог пароброда који је запловио реком Охајо до ушћа реке Мисисиси говори, "18. децембар 1811. - Годишњицу овог дана становници Каира не би требало никада да забораве. То је био долазак првог пароброда, и најгори дан земљотреса у Њу мадриду; у исто време, ватрена комета је јурила попреко хоризонта".

## Алузије у култури
Велика комета из 1811. године је изгледа имала велики утицај на људе који се не баве астрономијом. Уметници Џон Линел и Вилијам Блејк су је видели уживо, те су у своју уметност инкорпорирали и своје утиске.
Енглески путописац, аутор и политички економиста Харијет Матрино (1802–1876) је дала необични коментар о невиђању комете у својој Аутобиографији: "Када је велика комета из 1811. године привлачила свачије погледе... ноћ за ноћ, цела моја породица би одлазила до дугачких прозора на врху магацина мог оца; узвици и радост око комете ме је потпуно раздражила,--јер ја нисам могла да је видим!... То је чињеница; филозофи могу то схватити како год желе,--узевши у обзир да сам тада имала девет година, и врло добар вид."
При половини романа Рат и мир, Лав Николајевич Толстој описује лик Пјера како посматра ту "огромну и сјајну комету [...] за коју је речено да најављује различита изненађења и крај света". Многи су сматрали да комета најављује Наполеонову инвазију на Русију (чак су је и називали Наполеоновом кометом), и рат 1812. године, између осталог.
Година 1811. је испала једна сјајна година што се тиче производње вина, те су трговци продавали "Кометино вино" по највишим ценама неколико наредних година. Филм "Година комете", романтична авантуристичка комедија из 1992. године се заснива на премисама и прича причу о потрази за откривеном флашом вина из године Велике комете која је флаширана за самог Наполеона..